# Conus ventricosus
Conus ventricosus é uma espécie de gastrópode do gênero Conus, pertencente à família Conidae.